# Biddya
Biddya (àrab: بديا, Biddyā) és un municipi palestí de la governació de Salfit, a Cisjordània, 32 kilòmetres al sud-oest de Nablus. Segons l'Oficina Central Palestina d'Estadístiques tenia 8.064 habitants el 2007. El municipi està governat per un consell municipal d'onze membres cadascun dels quals representen les famílies més importants de Biddya, i elegeixen l'alcalde.
Biddya està situada a la carena occidental de la serralada central que travessa de nord a sud de Cisjordània. Té una alçada de 320 metres sobre el nivell del mar. Està a prop de la històrica carretera Nablus-Jerusalem. Hi ha un santuari per a un home sant local, el xeic Hamdan.

## Arqueologia
S'hi ha trobat terrissa de l'Edat de Ferro i dels períodes romà d'Orient/omeia i croat/aiúbida.
L'àrea fou examinada en 1873 pel Survey of Western Palestine (SWP) del Fons per a l'Exploració de Palestina i en va donar la següent descripció:
| « | Hi ha tombes excavades a la roca, principalment en coves rudes. La roca s'extreu en molts llocs. Al sud de la vila hi ha una birkeh (piscina) de 30 peus per 20 peus, amb un tram de 12 graons, que condueix a uns 10 peus. Està feta de pedres grollerament quadrades, aproximadament d'1 peu a 1'5 peus de longitud, que estan ben cobertes novament amb runes gairebé semblant a un paviment tessel·lat, i això es cobreix de nou amb un suau ciment blanc, que conté àmplies peces de ceràmica i pedres petites. A cada costat de la piscina (nord i sud) hi ha un contrafort de pedra semicircular de dos peus de diàmetre, en una base d'aproximadament 4 peus; potser això indica que la birkeh estava teulada. Al sud-oest de Bidieh hi ha una antiga torre de vigilància en ruïnes. | » |

## Història
En 1596 Biddya (també Beddia, Bedia, Bidya, Bedya, i Bidieh) apareix als registres fiscals otomans com a part de la nàhiya de Jabal Qubal al liwà de Nablus. Té una població de 8 llars i 1 solter, tots musulmans. Els vilatans paguen impostos sobre el blat, l'ordi, els cultius d'estiu, oliveres, cabres i ruscs.
L'explorador francès Victor Guérin passà per Beddia en 1870, i la va descriure com una «vila de muntanya,» aparentment d'"alguna importància". En el Survey of Western Palestine de 1882, Bidieh fou descrita com «una vila de grandària moderada, amb cases principalment de pedra. Està envoltada de belles arbredes d'oliveres. Evidentment és un lloc antic. El subministrament d'aigua es fa amb cisternes excavades a la roca.»

### Època del Mandat Britànic
En el cens de Palestina de 1922 organitzat per les autoritats del Mandat Britànic, Biddya (anomenada Bedia) tenia 792 musulmans mentre que en el cens de 1931 Biddya (inclosa Salita) tenia 245 llars amb una població de 1.026 musulmans.
En 1945 la població era de 1.360 àrabs, mentre que l'àrea total de terra era de 13,466 dúnams, segons un cens oficial de terra i població. D'aquests, 5.088 eren per plantacions i terra de rec, 2,319 per cereals, mentre 47 dúnams eren classificats com a sòl edificat.

### Després de 1948
Després de la de la Guerra araboisraeliana de 1948, i després dels acords d'Armistici de 1949, Biddya va restar en mans de Jordània. Després de la Guerra dels Sis Dies el 1967, ha estat sota ocupació israeliana. A mitjans de 2012, segons la Comissió General Electoral Palestina, Biddya's (بديا) tenia 8.951 habitants (sense incloure expatriats).

#### Economia
Biddya depèn principalment de les oliveres per produir oli d'oliva i sabó de Nablus, les principals indústries de la ciutat. La ciutat rep la seva majoria de productes alimentaris de l'agricultura de subsistència o dels mercats locals de queviures.
Abans del començament de la Segona Intifada a la tardor de 2000 molts residents treballaven a pobles i ciutats veïnes, especialment a Nablus i Ramallah, i a Israel. La carretera principal que travessa el poble, la carretera 505 (anteriorment part de l'autopista de Trans-Samaria) estava plena de moltes botigues que venien als milers de compradors israelians que freqüentaven la ciutat cada setmana, inclosos els residents dels assentaments israelians i els que viuen a la zona de Tel-Aviv que busquen productes a preus baixos. La desocupació era del 20%; tanmateix, des de la intifada s'ha elevat a 78-90%. A més de l'agricultura, alguns habitants viuen dels seus estalvis i altres reben ajuda de l'exterior.

#### Institucions públiques
Biddya té cinc escoles — dues per cada gènere i una escola privada. La majoria dels graduats als instituts de secundària estudien a la Universitat Nacional an-Najah de Nablus o a la Universitat de Bir Zeit a Bir Zeit. Hi ha quatre mesquites i tres clíniques al municipi.